# Triplectides winstanleyi
Triplectides winstanleyi là một loài Trichoptera trong họ Leptoceridae. Chúng phân bố ở miền Australasia.